# Julian Flessati
Julian Flessati (* 26. Januar 1992 in Heerbrugg) ist ein ehemaliger Schweizer Segler. Zusammen mit Vorschoter Tobias Rüdlinger segelte er als Steuermann in der 470er-Klasse.

## Werdegang
Flessati begann im Alter von fünfzehn Jahren zu segeln und gewann 2008 seine erste nationale Regatta. Zuerst segelte er in der 420er-Klasse, ehe er im Sommer 2010 begann, auf 470er-Segelbooten zu segeln. An der Junioren-Weltmeisterschaft 2011 im niederländischen Medemblik bilanzierte der 27. Schlussrang. Bei der Junioren-Europameisterschaft 2011 im belgischen Nieuwpoort erreichten sie den 6. Schlussrang. Daraufhin gelang dem Duo Flessati/Rüdlinger die Aufnahme ins Youth Team des Swiss Sailing Teams.
Der bislang grösste Erfolg des Duos ist der Gewinn des Elite Vize-Schweizer-Meistertitels 2011 in Stäfa. Das Resultat vom Vorjahr konnte das Duo Flessati/Rüdlinger bei der SM 2012 in Estavayer-le-Lac nicht wiederholen. Es bilanzierte nur der 9. Schlussrang. An der Schweizer Meisterschaft 2013 auf dem Reschensee bilanzierte für Flessati der 6. Schlussrang. Kurz darauf gab Julian Flessati seinen sofortigen Rücktritt vom professionellen Segelsport bekannt. Trotz Rücktritt vom professionellen Segelsport gelang dem Segelpaar Flessati/Rüdlinger an der Schweizer Meisterschaft 2014 in Biel/Bienne der 5. Rang.
Flessati ist Mitglied im Segelclub Rietli und gehörte dem Jugendkader des Schweizerischen Segelverbandes an. 